# Platyrrhinus infuscus
Platyrrhinus infuscus é uma espécie de morcego da família Phyllostomidae. Pode ser encontrada no Brasil, Bolívia, Peru, Equador e Colômbia.